# Wampum

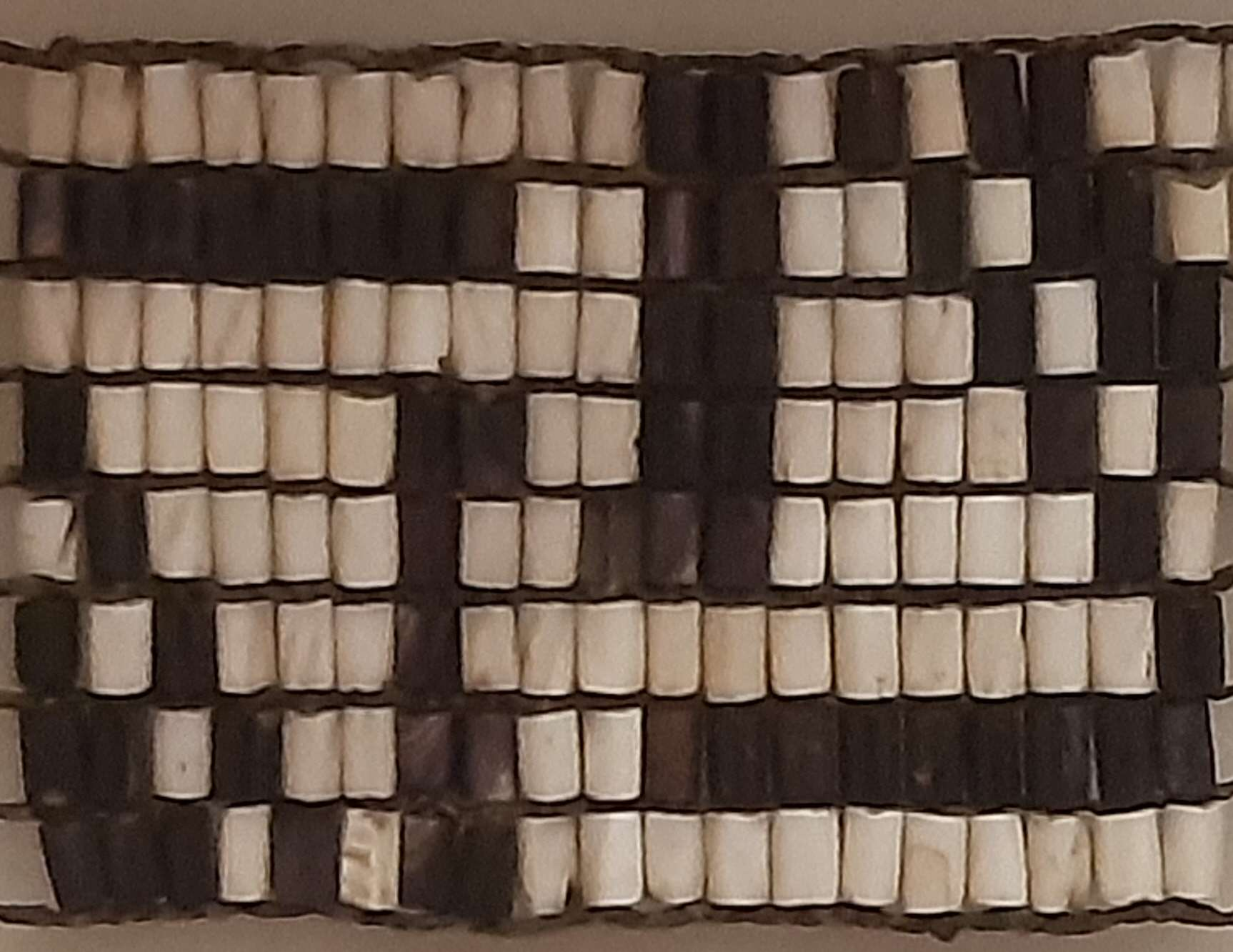
Část wampumového pásu ze 17. století

Wampum byl etnický symbolický šperk z organických materiálů (většinou z částí lastur mořských plžů), zhotovovaný některými kmeny severoamerických Indiánů, hlavně Algonkiny z Nové Anglie a Irokézy, v 16.–19. století. U Indiánů sloužil především k ozdobným a ceremoniálním účelům, někdy plnil také roli smlouvy. Byl rozšířený po určitou dobu i u evropských kolonistů a v 17.-18. století se v některých částech Severní Ameriky používal jako platidlo.

## Termín
Termín wampum je odvozen ze indiánského slova Algonkinů. Znamená „bílé provázky“ a označuje šňůrky, kterými se vázaly korálky a olivky. 

## Výroba a využití
Pás o třech až pěti - většinou spojených - šňůrách tvořily navlečené bílé korálky, roubíkovité olivky nebo válečky o délce 6 až 15 milimetrů, broušené a vrtané z perleťové ulity mlže surmovky, z purpurových nebo fialových korálků zhotovených ze zaděnek. Šperk držel pohromadě několika osnovními šňůrami z kůže, provázanými útky z rostlinných vláken. Korálky se musely před navlékáním provrtat. Jejich výroba prudce vzrostla, když jim Evropané začali vozit kovové vrtáky. 
Wampumy používali severoameričtí Indiáni jako náhrdelníky, nákrčníky a čapky a jejich vzory byly symbolické. Nosili je muži i ženy. Většinou se dochovaly ty, které měly podobu pásů, užívaných jako mnemotechnická pomůcka při společenských obřadech mezi kmeny nebo při diplomatických - politických jednáních s bílými přistěhovalci nebo s Evropany. Stovky jich byly zhotoveny k záznamům o vyjednávání při příchodu evropských osadníků.

## Geografie

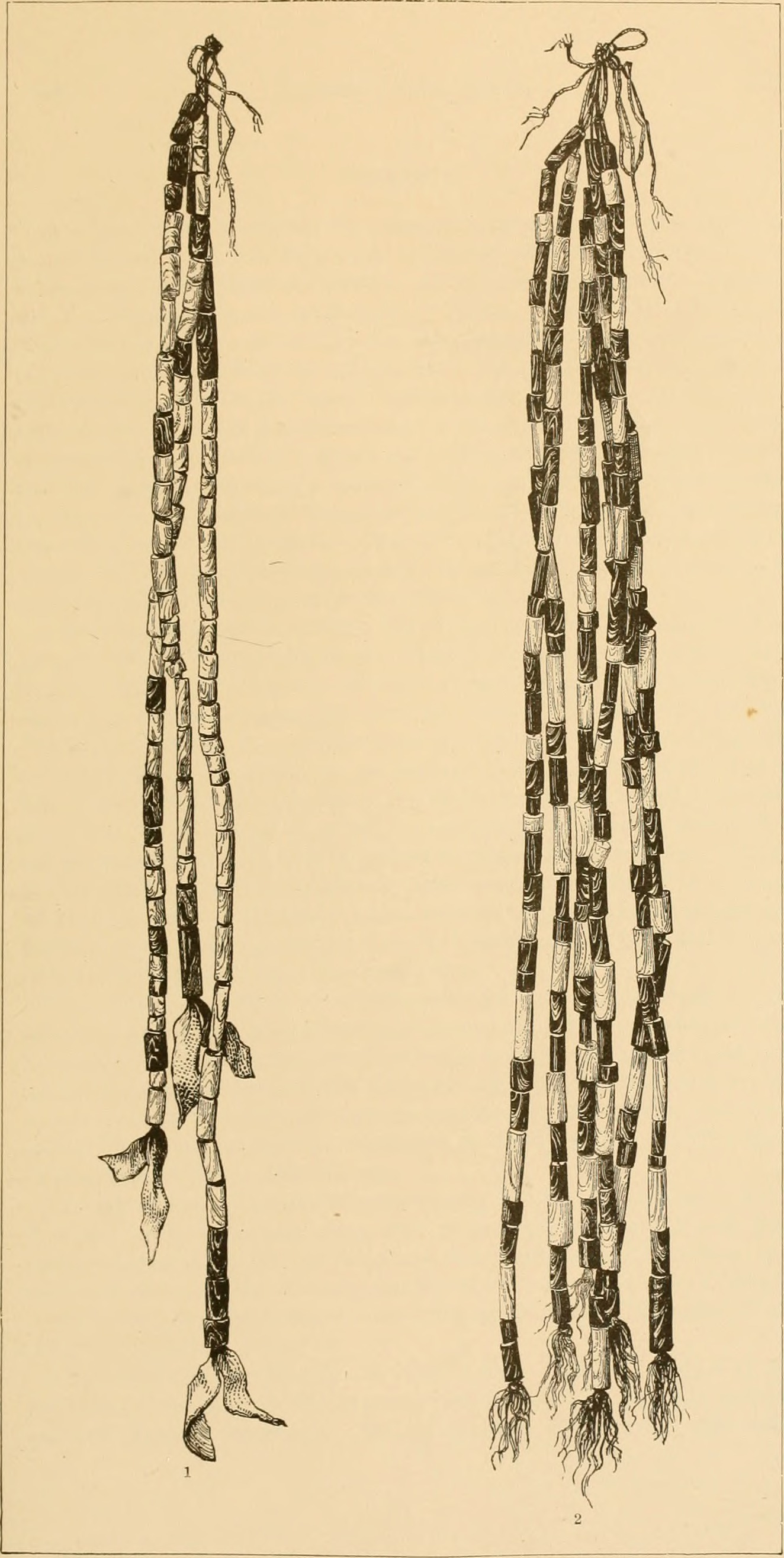
Jednoduché nesvázané wampumy, dikobrazí ostny; Ilustrace z Etnologické ročenky Smithsonian Institution ve Washingtonu (1880)

Plži používaní na výrobu wampumů byli rozšířeni především při pobřeží Long Islandu, Connecticutu a Rhode Islandu, především na území kmenů Shinnecock, Pequot a Narraganset. Když místní materiál došel, vozily se ulity obchodními cestami až z Nového Skotska. 

## Historie
Zavedení zvyku bylo dávného původu, spojované někdy s Hiawathou, jedním ze zakladatelů Irokézské Ligy, aktivním kolem roku 1570. U zrodu Irokézské Ligy, k němuž došlo patrně kolem poloviny 16. století, stáli Onondagové, usídlení nejblíže středu území pěti irokézských kmenů a stali se správci dokumentu Ligy. Jejich wampumy měly podobu dlouhých šerp, závěsů nebo opasků.  Zdá se pravděpodobné, že původně se zhotovovaly z rozřezaných dikobrazích ostnů. Je zajímavé, že jméno hiawatha se někdy překládá jako „hledač wampumů“. 

### Symbolika
Opasky sloužily jako záruka dohod mezi Irokézy a ostatními indiánskými kmeny, později i mezi Irokézy a Evropany. Odžibvejský náčelník Kahkawaquonaby („Posvátná Pera“) popsal, jak byl jeden pás použitý při jednání mezi Ligou a Odžibveji. 
- Zasedání znázorňovala „krásná bílá ryba“ značící čistotu, neboť „všechna naše srdce jsou k sobě navzájem čistá“.
- „Bílý jelen“ znamenal nadřazenost a sousední symboly mísy a naběračky znázorňovaly dostatek zvěře a jídla.
- Orel sedící na vysoké borovici symbolizoval ostražitost při všech jednáních mezi Irokézy a Odžibveji.
- Nadevše dominantním symbolem všeho bylo slunce, jemuž všichni přísahali, že budou vždy dodržovat mezi oběma stranami uzavřené dohody.

Stařešinové pro přesnost symbolického výkladu šerp čas od času svolávali strážce těchto šerp, opakovaně jim vysvětlovali, co korálkové ozdoby znamenají. Ve zvláště složitých a důležitých případech byli jednotliví strážci vyzýváni k zapamatování jen části záznamu a tak se zajišťovalo, aby se na žádnou významnou část nezapomnělo. Tak byl archív irokézských ústních zpráv posilován mnemotechnickými prostředky a umožňoval lidem, aby prostřednictvím vybraných a důvěryhodných správců přinášel do jejich každodenního života stabilitu, smysl a právo.
Irokézsky se označovaly slovem kari hwa, „věrohodný doklad“ nebo gaweena s významem „hlas, slovo nebo potvrzení“. Wampumové opasky sehrály ústřední roli v procesu vlády sofistikované sociální a politické organizace Irokézů. Korálkům byla přisuzována velká mystická síla, která přecházela na jednání a schválení koncilu Ligy, a proto zaručovaly úctu mluvčímu, velkou autoritu jeho úřadu a za určitých podmínek se užívaly ke zmírnění žalu.

### Příklady

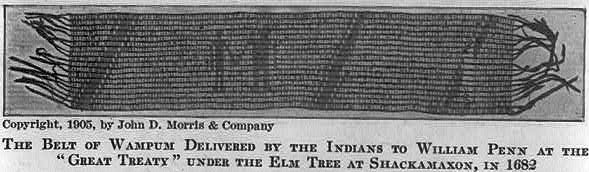
Wampumový pás Williama Penna, zakladatele kolonie přistěhovalců v Pensylvánii (1682)

- Nejstarší zdokumentovaný pás byl roku 1682 předán Williamu Pennovi, zakladateli kolonie přistěhovalců v Pensylvánii, jako potvrzení smlouvy o užívání a obydlení indiánských pozemků.
- Jeden z nejdelších wampumových pásů, nazývaný pás smlouvy z Canandayugy nebo pás George Washingtona, je téměř dva metry dlouhý, 13 centimetrů široký a představuje dohodu z roku 1794 mezi původními třinácti státy USA, reprezentovanými prezidentem George Washingtonem a Irokézskou konfederací.

### Zmínky v české literatuře
Ve starší dobrodružné literatuře výraz wampum někteří překladatelé překládají jako vampum. Například:
- Vladimír Henzl - Poslední Mohykán, nakladatelství Albatros, 1984
- Hana Müllerová - Angelika a Nový svět, nakladatelství Český spisovatel, 1994, ISBN 80-202-0481-4

Jiní dodržují správnější wampum:
- Stanislava Pošustová - Mateřské znaménko, nakladatelství Odeon, 1988
- Zora Freiová - Měsíční tygr, nakladatelství Host, 2019, ISBN 978-80-7577-789-8